# Proctacanthus nigriventris
Proctacanthus nigriventris là một loài ruồi trong họ Asilidae. Proctacanthus nigriventris được Macquart miêu tả năm 1838. Loài này phân bố ở vùng Tân Bắc giới.